# Gerold Jung
Gerold Jung (* 29. Januar 1939 in Düsseldorf; † 8. Juni 2025 in München) war ein deutscher Fotograf und Reisejournalist.

## Leben und Werk
Gerold Jung studierte Germanistik und Kunstgeschichte und war zunächst in Film und Fernsehen tätig, bis er sich als freier Journalist und Reisefotograf etablierte. Seine freiberufliche Tätigkeit unterbrach er 1976/1977 für eine kurze Zeit der Festanstellung als Bildredakteur bei der Programmzeitschrift Gong.
Im Laufe seiner Berufstätigkeit bereiste er über 150 Länder der Erde. Seine Motive zeigen nicht nur die schönen Seiten. Ihm war auch immer der Blick hinter die Kulissen wichtig, um ein möglichst objektives Bild von der Welt zu zeigen.

## Themenschwerpunkte
Menschen in aller Welt, Inseln der Welt, Tourismus, Traumziele, Politiker, deutsche Künstler, Prominente der 1970er-, 1980er- und 1990er-Jahre.

## Bücher und Bildbände (Auszug)
- Nikon EM : wunderbar einfach, einfach wunderbar. Seebruck am Chiemsee 1979, ISBN 3-7763-3440-1.
- Die Nikon FG. Berlin 1982, ISBN 978-3-7763-3510-1.
- Fotografieren mit allen Finessen. Ringier 1986, ISBN 3-7763-4070-3.
- Naturpanorama Türkei : von Istanbul zum Berg Ararat. Ziethen, Köln 1994, ISBN 978-3-921268-48-3.
- Karibik: Reiseführer. ADAC Verlag, München 1998, ISBN 978-3-87003-698-0.
- Farbige Inselwelt Karibik. Ziethen, Köln 1990,  ISBN 3-921268-63-X.
- Naturpanorama Norwegen. Ziethen, Köln 1996, ISBN 978-3-921268-74-2.
- Ägypten Panorama. Ziethen, Köln 1992, ISBN 978-3-921268-75-9.